# آرامگاه شاهزاده حمزة بن موسی
بقعه شاهزاده حمزه بن موسی مربوط به دوره صفوی - دوره معاصر است و در شهرستان اسفراین، روستای دهنه شیرین واقع شده و این اثر در تاریخ ۲۵ اسفند ۱۳۸۰ با شمارهٔ ثبت ۵۱۵۱ به‌عنوان یکی از آثار ملی ایران به ثبت رسیده است.